# Hołdunów

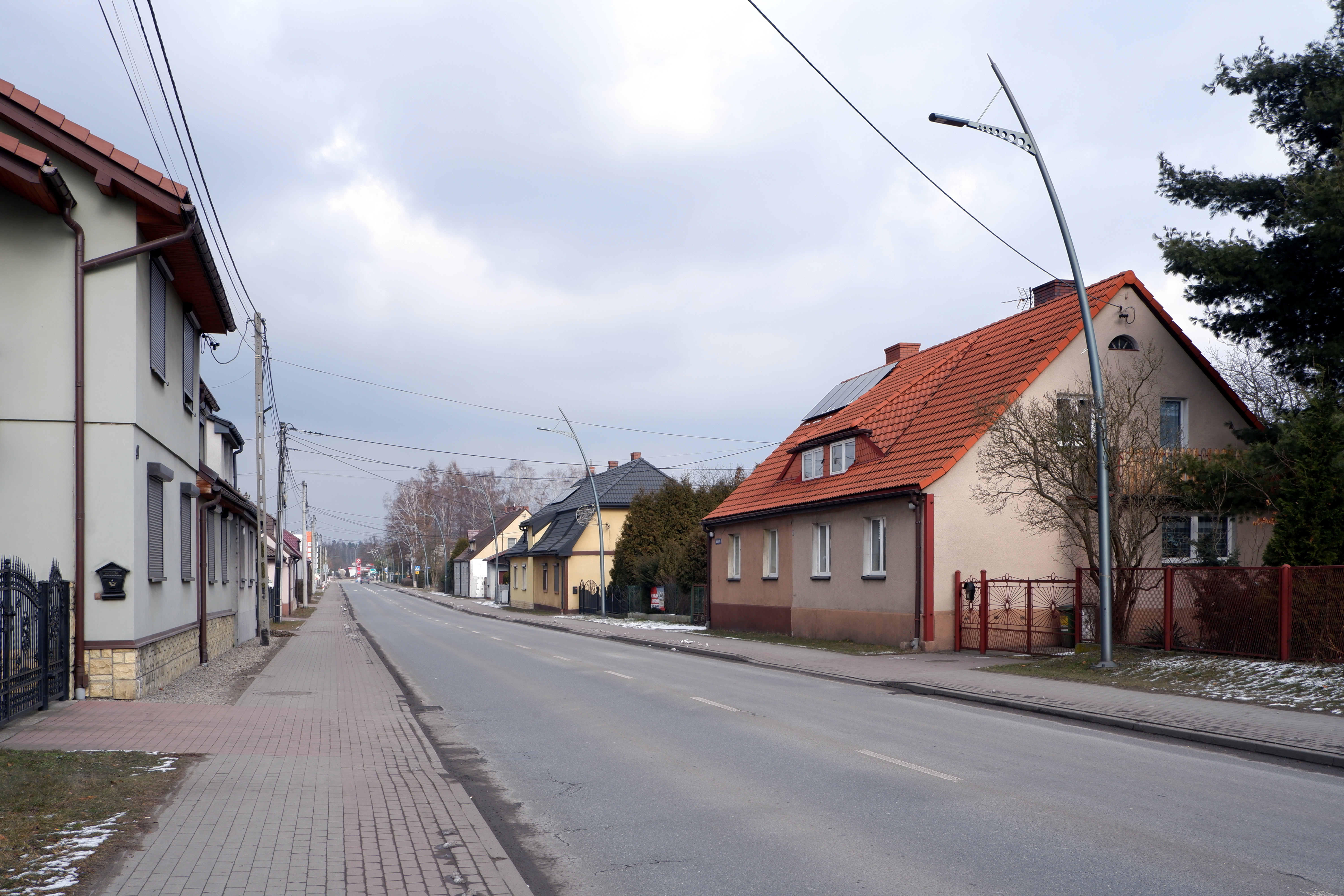
Hauptstraße

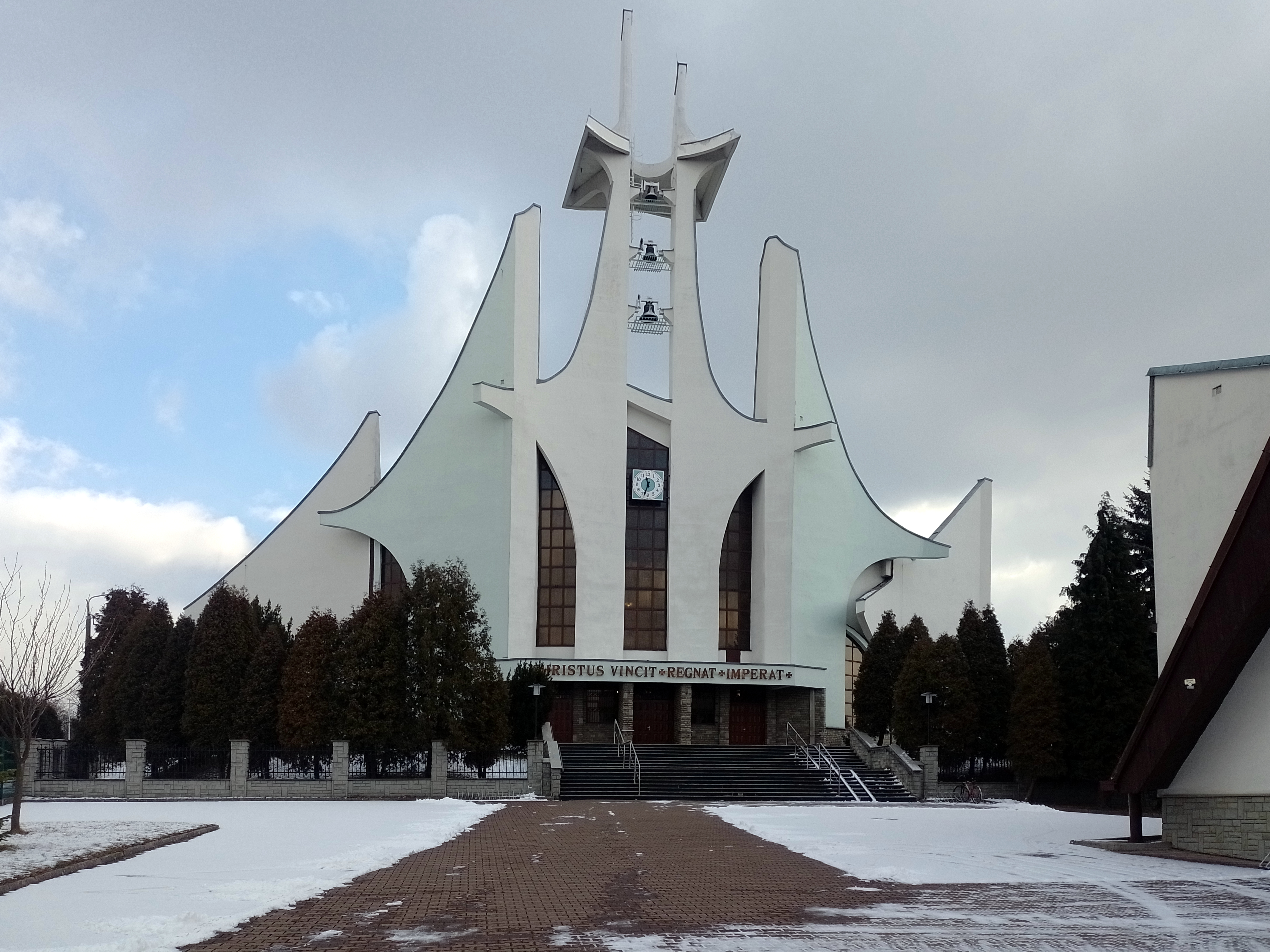
Kirche Christus König

Hołdunów (deutsch Anhalt O.S.) ist ein Stadtteil der polnischen Kleinstadt Lędziny (dt. Lendzin) in der Woiwodschaft Schlesien. Ende 2013 lebten in Hołdunów 5450 Personen.

## Geografie
Hołdunów liegt ca. 16 km südlich von Katowice und sieben km nördlich von Bieruń.

## Geschichte
Im späten 13. Jahrhundert entstand im Schlesischen Vorgebirge eine deutsche Sprachinsel, unter anderen Seibersdorf (polnisch: Kozy).
Durch Reformation und Gegenreformation waren die Seibersdorfer ein „Spielball“ der jeweiligen adeligen Herrscher und deren Konfessionszugehörigkeit bzw. -neigung. Allerdings hat sich im Zeitverlauf – und über den Dreißigjährigen Krieg hinaus – eine evangelische Gemeinde herausgebildet, die ihren Glauben gegen alle Bedrohungen und Unterdrückungen lebte und bewahrte.
Zu Beginn des 18. Jahrhunderts gehörte Seibersdorf zum Herrschaftsgebiet eines polnischen katholischen Adeligen, der die Ketzer verfolgen und mit Repressalien überziehen ließ. Die Evangelischen durften ihren Glauben nicht mehr ausüben. Vereinzelt flohen deswegen Gemeindemitglieder Mitte des 18. Jahrhunderts über den Grenzfluss Weichsel ins nahe gelegene Schlesien, das nach dem Krieg von 1740/42 zwischen Friedrich dem Großen und Österreich preußisch (d. h. überwiegend reformiert bzw. evangelisch) geworden war. Friedrich der Große war in Glaubensfragen aufgeklärt und tolerant und hatte aus wirtschaftlichen Gründen großes Interesse am Zustrom von Handwerkern und insbesondere von Webern.
Historisch belegt ist, dass eine Abordnung der Seibersdorfer, angeführt vom 54-jährigen Vogt Johann Mansel (geb. ~ 1716, von Beruf Bauer, Leinweber und Schuhmacher), über den damaligen Feldgeistlichen „Gottlieb Schleiermacher (1727–1794)“ (der später der erste Pastor von Anhalt wurde) Kontakt zu königlichen Beamten im preußischen Pless herstellten und mehrfach persönlich vorstellig wurden, um die geregelte Flucht eines ganzen Dorfes von polnischem Gebiet nach Preußen zu organisieren.
Dieser Plan war kühn und einmalig für die damalige Zeit; die Preußen taten sich zunächst schwer mit dem Gedanken einer organisierten Massenflucht und befürchteten diplomatische Schwierigkeiten mit Polen. Die Seibersdorfer forderten u. a. Begleitschutz von der Armee, befristete Steuer- und Wehrdienstbefreiung sowie eigenes Land und Baumaterialien für Häuser.

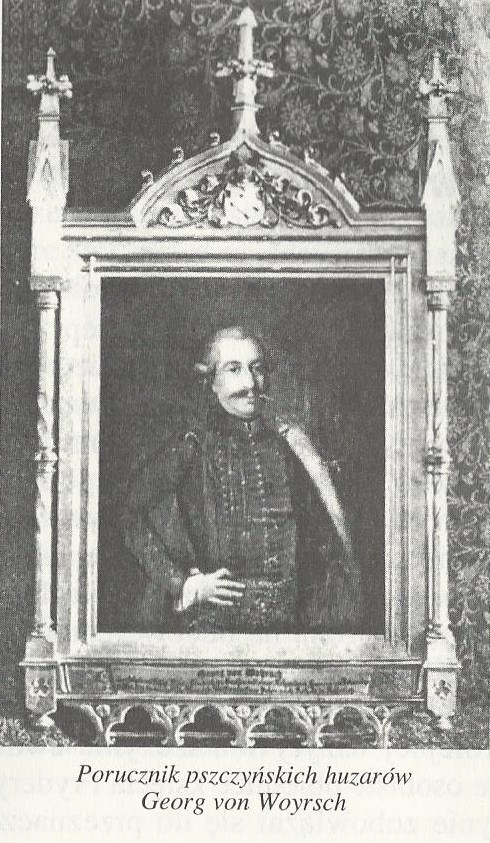
Bildnis Georg von Woyrschs

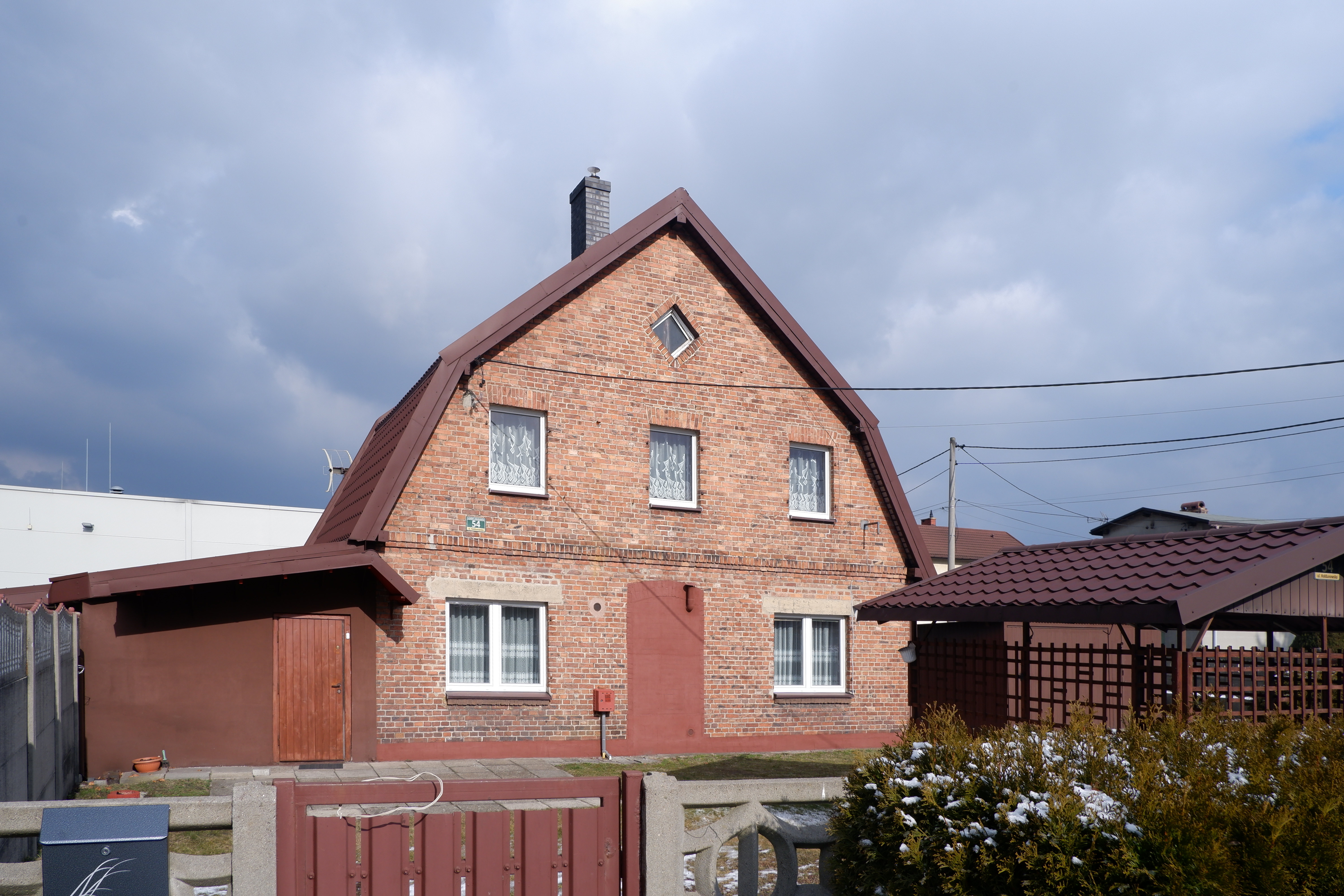
Ein historisches Haus in der Mitte Hołdunóws

Am 2. Mai 1770 erteilte Friedrich der Große eine schriftliche Ordre an den Kavallerie-General Friedrich Wilhelm Freiherr von Seydlitz-Kurzbach, ein militärisches Kommando als Begleitschutz nach Seibersdorf zu entsenden. General von Seydlitz setzte eine berittene preußische Husaren-Schwadron (angeführt von Leutnant Georg von Woyrsch) in Marsch, die mit mehreren Fuhrwagen den Grenzfluss Weichsel überschritt, in der Nacht vom 24. Mai 1770 das polnische Seibersdorf erreichte und 64 Familien (davon 51 Weber) mit Hab und Gut (inkl. Vieh) sicher nach Lendzin im Fürstentum Pleß eskortierte.
Die insgesamt 64 Familien (303 Menschen) erreichten am Urbanustag, dem 25. Mai 1770, die neue Heimat, die ca. 45 km nordwestlich von Seibersdorf entfernt liegt. Ein alter großer Schafstall (in Sichtweite von Lendzin), der Fürst Friedrich Erdmann von Anhalt-Köthen-Pleß gehörte, war die erste Bleibe der Seibersdorfer. Diese Massenflucht hat unverzüglich zu diplomatischen Verwicklungen zwischen Polen und Preußen geführt – es finden sich hierzu diplomatische Noten vom polnischen König an den preußischen König im preußischen Staatsarchiv – die letztlich aber ergebnislos endeten, weil der polnische Staat durch innere Unruhen gelähmt war und schließlich zerfiel.
Anfang September 1770 gewährt Friedrich der Große einer Abordnung aus Anhalt eine Kurzaudienz in Neustadt, Oberschlesien, wo er sich zum Pferdewechsel auf seiner Reise von Mähren nach Breslau kurz aufhält. Für die 64 Familien wurden zwischen Mai 1770 und Ende 1774 mehrere Doppelhäuser mit einem gemeinsamen Eingang beiderseits einer breiten Straße errichtet und damit das Dorf Anhalt gegründet. 1802 entstand die Tochtersiedlung Alt Gatsch (Stara Gać), 1820 folgte Neu Gatsch (Nowa Gać). Die Kolonie Anhalt-Gatsch bestand aus den 4 Teilorten Alt-Anhalt (Stary Hołdunów), Neu-Anhalt (Nowy Hołdunów), Gatsch (Gać) und Rathhaus (Ratusz).
Der Aufbau von Anhalt ging nur sehr schleppend voran und zog sich über mehrere Jahre hin. Die Bauqualität der schnell errichteten Häuser war katastrophal, die ersten Holz-Lehm-Häuser bekamen wegen der betriebenen Webstühle Risse und mussten nachgebessert und gestützt werden. Später massiv erbaute Häuser waren feucht und schimmelig, weil der angelieferte Kalkstein die Feuchtigkeit anzog. Bereits im Jahre 1810 sind 3 baufällige Ställe in Neu-Anhalt eingestürzt.
Neben der Webertätigkeit unterhielten die meisten Anhalter eine eigene Nebenerwerbslandwirtschaft und bezeichneten sich selbst als Kolonisten.
Nachdem die Anhalter Weber zunächst eine Blütezeit erlebten stürzte Napoleon Anfang des 19. Jahrhunderts ganz Europa in eine große wirtschaftliche Krise (u. a. brachte die gegen England verhängte Kontinentalsperre und die beginnende Industrialisierung die Textilbranche fast gänzlich zum Erliegen), die auch Anhalt traf. Folglich orientierten sich die Anhalter sukzessive hin zu Handwerkerberufen, wurden Arbeiter in den entstehenden Kohlegruben oder aber Beamte, Soldaten und sonstige Staatsbedienstete.
Am 21. Juni 1819 besuchte der Preußische Kronprinz Friedrich Wilhelm IV. die Gemeinde Anhalt und wurde Pate der an diesem Tage getauften jüngsten Tochter des Pastors Karl Wunster. Das Mädchen wurde zu Ehren des Kronprinzen auf den Namen Friederike getauft.
Anhalt war eine deutsch-evangelische Sprachinsel, die ringsum vom katholischen Polen umgeben war. Im Jahre 1885 lebten in dem zum Kreis Pleß in Oberschlesien gehörigen Dorf und Kolonie Anhalt 568 Personen.
Nach dem Ersten Weltkrieg kam es in der Gegend zu Aufständen von polnischen Freischärlern, die die Deutschen vertreiben wollten. Im Zuge der Aufstände in Oberschlesien wurden am 20. August 1920 (nur wenige Monate nach der 150-Jahr-Feier) insgesamt 14 Häuser in Anhalt niedergebrannt. Trotz der pro Deutschland ausgegangenen Volksabstimmung in Schlesien wurden große Teile Schlesiens (inkl. Anhalt) durch den Versailler Vertrag dem wieder erstandenen Staate Polen zuerkannt, d. h. das evangelisch deutsche Anhalt wurde von 1920 bis 1939 „polnisch“. Im Jahre 1939 hatte die Gemeinde Anhalt O.S. 1449 Einwohner.
Als in den ersten Tagen des Zweiten Weltkrieges deutsche Armee-Einheiten der 5. Panzer-Division unter Generalleutnant Heinrich von Vietinghoff in Anhalt einrückten, waren diese überrascht, auf ein deutsches Dorf zu stoßen. In Anhalt bestand zwischen 1940 und 1943 ein Zwangsarbeitslager für Juden, die Häftlinge waren bei der Firma Lenz u. Co. eingesetzt. In den Jahren 1944–1945 gab es in Lendzin ein Außenlager des KZ Auschwitz, in dem russische und italienische Zwangsarbeiter untergebracht waren, die auch in Anhalt auf den Feldern und in der Kohlegrube arbeiten mussten.
Im März 1944 besuchte Oberstleutnant von Woyrsch, ein Urenkel des Husaren-Leutnants Georg von Woyrsch, der 1770 den Siedler-Treck von Seibersdorf nach Preußen sicherte, das Dorf Anhalt und zeigte dem Pastor Gustav Uibel das Original des Marschbefehls seines Urgroßvaters, welches von ihm in der Bibliothek des Gutshauses der Familie von Woyrsch in Pilsnitz bei Breslau gefunden wurde.
Am 23. Januar 1945 begann die Fluchtbewegung der Anhalter. Ein Treck mit ca. 20 Fuhrwagen verließ bei 20 Grad Kälte das Dorf. Sie kamen bis Pleß, wo ihnen die Wehrmacht die Pferde weg nahm. Von dort ging die Flucht mit der Eisenbahn weiter. Die Rote Armee rückte am 26. Januar 1945 kampflos in Anhalt ein. Die noch wenigen verbliebenen Deutschen wurden bis auf 2 Familien, die sich hartnäckig weigerten, endgültig vertrieben. Damit endete im Frühjahr 1945 die fast 175-jährige ‚deutsch-evangelische‘ Geschichte von Anhalt.
Im November 1945 wurden Lędziny, Hołdunów und Smardzowice zur Gemeinde Lędziny vereinigt, Gać wurde nach Imielin eingemeindet. Zwischen 1951 und 1954 trug die Gemeinde Lędziny die Bezeichnung Gemeinde Hołdunów.

## Religion und Pastoren

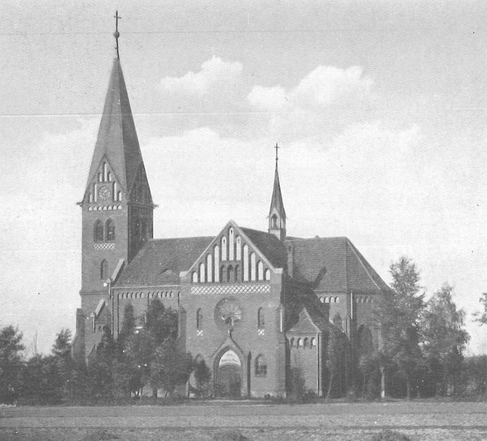
St.-Trinitatis-Kirche, 1900–1902 erbaut, 1967 abgebrochen

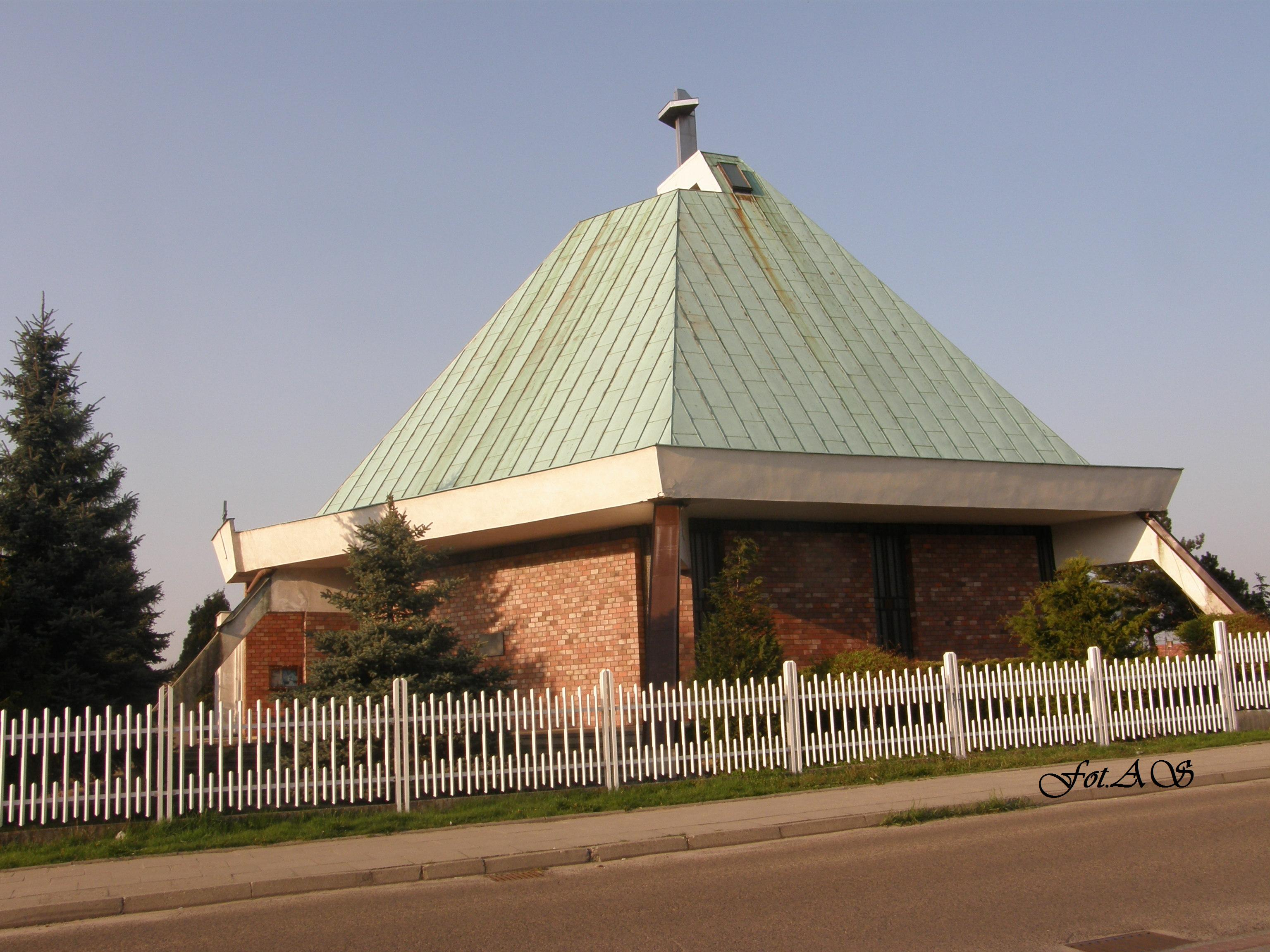
Neue St.-Trinitatis-Kirche Kirche, 1984 erbaut

Die Gemeinde von Anhalt-Gatsch war bis 1945 fast ausschließlich evangelisch-reformierten Glaubens; von den insgesamt 64 Siedlerfamilien gehörte nur eine Familie dem katholischen Glauben an. Die evangelische Kirchengemeinde gehörte von 1817 bis 1923 wie 1939 bis 1945 zur Kirchenprovinz Schlesien und dazwischen zur Unierten Evangelischen Kirche in Polnisch Oberschlesien. Von der Gründung des Ortes (1770) bis zur Vertreibung der deutschen Einwohner nach dem Zweiten Weltkrieg wurde die Gemeinde von 13 Pastoren begleitet:
- 1779–1794: Gottlieb Schleyermacher
- 1795–1815: Johann Samuel Richter
- 1816–1820: Karl Wunster
- 1825–1829: Ferdinand Hachtmann
- 1830–1859: Carl Friedrich Beer
- 1860–1861: Heinrich Gideon Bernstein
- 1861–1884: Joseph Weywara
- 1885–1889: Carl Hermann Weiß
- 1889–1905: Carl Sieber
- 1905–1911: Kurt Breitkopf
- 1911–1920: Gustaf Adolf Treutler
- 1921–1933: Andreas Wackwitz
- 1933–1945: Gustav Uibel